# Отокар I (Щирия)
Отокар I (на немски: Ottokar I, Otakar) е граф на Химгау и маркграф на Карантийската марка (1056 – 1064), основател на династията Отакари от Траунгау.

## Биография
Отокар произлиза от Траунгау. Незаконен син е на Отакар/Оки V, граф в Химгау († 1020) и Вилибирга, дъщеря на Арнолд II фон Велс-Ламбах († 1055). След измирането на графовете фон Велс-Ламбах той става от 1056 г. маркграф на Карантийската марка, която по-късно се нарича Щирия на неговия замък Щайр в Траунгау.
Той е женен за Вилибирга фон Епенщайн († 19 февруари или 27 август), дъщеря на херцог Адалберо от Каринтия († 1039) и Беатрис Швабска († сл. 1025), дъщеря на Херман II, херцог на Швабия от Конрадините.
Отокар е сънаследник на земите на Велс-Ламбахите и след 1056 г. фогт на Ламбах. Освен това той е фогт на Траункирхен, на катедралата в Регенсбург и Персенбойг и съосновател на манастир Адмонт и колегия-манастира Гарстен.
Умира на 29 март 1075 година в Рим, Папска държава.

## Деца
Той има децата: 
- Адалберо (1064 – 1082), убит
- Отокар II (1086 – 1122)